# H-index
h-index (Chỉ số h) là một chỉ số cấp tác giả đo lường cả năng suất và tác động trích dẫn củaấn phẩm, ban đầu được sử dụng cho một cá nhân nhà khoa học hoặc học giả. Chỉ số h - chỉ số tương quan với các chỉ số thành công rõ ràng như giành được giải Nobel, được nhận học bổng nghiên cứu và giữ các vị trí tại các trường đại học hàng đầu. Chỉ số này dựa trên tập hợp các bài báo được trích dẫn nhiều nhất của nhà khoa học và số lượng trích dẫn mà họ đã nhận được trong các ấn phẩm khác. Chỉ số này gần đây đã được áp dụng cho năng suất và tác động của một tạp chí học thuật cũng như một nhóm các nhà khoa học, chẳng hạn như một bộ phận hoặc trường đại học hoặc quốc gia. Chỉ số được đề xuất vào năm 2005 bởi Jorge E. Hirsch, một nhà vật lý tại UC San Diego, như một công cụ để xác định chỉ số của các nhà vật lý lý thuyết và đôi khi được goi là Hirsch index (chỉ số Hirsch) hay Hirsch number (số Hirsch).